# Henri Béghin

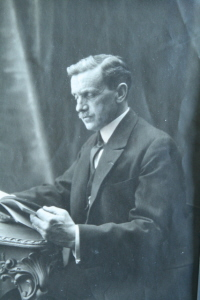

Henri Béghin (* 16. September 1876 in Lille; † 22. Februar 1969 in Paris) war ein französischer Professor für Mechanik.

## Leben
Béghin studierte 1894 bis 1897 an der École normale supérieure (im gleichen Jahrgang wie Paul Montel, Henri Lebesgue, Paul Langevin) mit dem Abschluss der Agrégation und war danach Professor in Brest an der Marineschule. 1922 wurde er in Paris mit der Schrift  Étude théorique des compas gyrostatiques Anschutz et Sperry promoviert und war danach Dozent (maitre de conférences) in Montpellier. 1924 wurde er als Nachfolger von Albert Châtelet Professor für Mechanik an der Universität Lille und im folgenden Jahr Professor für Analysis als Nachfolger von Jean Chazy. 1929 wurde er Maitre de conférences und danach Professor an der Sorbonne (als Nachfolger von Gabriel Koenigs). Bald darauf war er auch Repetitor und ab 1941 Professor für Mechanik an der École polytechnique. 1947 ging er an der Sorbonne und der Ecole Polytechnique in den Ruhestand.
Er befasste sich nicht nur theoretisch mit Mechanik, sondern entwickelte unter anderem einen Kreiselkompass. Er war Mitarbeiter der französischen Ausgabe der Enzyklopädie der mathematischen Wissenschaften. 1946 wurde er Mitglied der Académie des sciences.
Der Bergsteiger Pierre Béghin (1951–1992) ist sein Enkel.

## Schriften
- Statique et Dynamique, Paris, Armand Colin, 1921
- Étude théorique des compas gyrostatiques Anschütz et Sperry, Paris, 1922
- Etudes des machines locomotives à l’aide du théorème des travaux virtuels, Lille, coll. « Institut industriel du Nord / Bulletin des Élèves ingénieurs », 1924
- Sur les transmissions par adhérence, Lille, coll. « Institut industriel du Nord / Bulletin des Élèves ingénieurs », 1924
- mit Gaston Julia: Exercices de mécanique, Paris, Gauthier-Villars, 1930
- Cours de mécanique théorique et appliquée: à l'usage des ingénieurs et des étudiants de facultés, professé à l'École polytechnique, Paris, Gauthier-Villars, 1952